# 奧梅納 (密歇根州)
奧梅納（英語：Omena）是位於美國密歇根州利勒諾縣利勒諾鎮區的一個普查規定居民點。

## 人口
根據2020年美國人口普查的數據，奧梅納的面積為11.83平方千米，當中陸地面積為11.70平方千米，而水域面積為0.13平方千米。當地共有人口295人，而人口密度為每平方千米24.94人。